# Emili Godes Hurtado
Emili Godes Hurtado (Barcelona 1895 - 1970) fue un fotógrafo español.
Nació en una familia numerosa, siendo el mayor de siete hermanos. Con quince años comenzó a iniciarse en la fotografía a que se dedicó profesionalmente.  
Fue miembro de la Agrupación Fotográfica de Cataluña en la que representó la corriente de la Nueva objetividad que se enfrentaba a la dominante que era el pictorialismo. Entre sus obras más valoradas se encuentran reportajes médicos y fotografías de animales y plantas. También realizó fotografías de los cuadros de los artistas de esa época. Se pueden encontrar algunas de sus obras en el Museo Nacional de Arte de Cataluña.
Ante la crisis de los estudios fotográficos en los años veinte optó por dedicarse profesionalmente al cine. En 1927 hizo un viaje a Córdoba y realizó una serie de reportajes de tipo documentalista y social; en 1929 realizó un extenso documental sobre la Exposición internacional de Barcelona.
Su obra puede encontrarse en diversas instituciones, como el Museo Nacional de Arte de Cataluña, el Museo Reina Sofía, el Archivo Municipal de Córdoba. En el Archivo Histórico Fotográfico del Instituto de Estudios Fotográficos de Cataluña se conservan cerca de 900 imágenes originales, la mayoría de las cuales son negativos. Las fotografías son tanto artísticas y familiares, como documentales, científicas y médicas.